# Майорова, Татьяна Викторовна
Татьяна Викторовна Майорова (род. 13 апреля 1947 г. в Туле) — советский и российский филолог, краевед. Кандидат педагогических наук, профессор. Автор публикаций и книг по проблемам топонимии Тулы, Тульской и Орловской областей. С 1988 член комиссии по историческому наследию и городской топонимии при администрации г. Тулы, создатель Совета по топонимии (позднее вошедшего в указанную комиссию), член Всероссийского географического общества, Хомяковского общества и общества «Энциклопедия российских деревень». Консультант городских властей по упорядочиванию названий и присвоению новых. В 1992 и 1993 дважды добилась возвращения исконных исторических названий, связанных с историей тульского металла, именами благотворителей, храмов и т. д. Плотно занимается этнической историей, разработала десятки экскурсионных маршрутов по Туле разной тематики, в т. ч. трамвайных и автобусных. Автор рецензий на научные труды учёных из других регионов.

## Биография
Училась в школе № 20 г. Тулы.
Окончила ТГПИ им. Л. Н. Толстого и аспирантуру при МОПИ им. Н. К. Крупской.
С 2006 по 2010 гг. — профессор ТГПУ им. Л. Н. Толстого.
семья
Мать — Т. П. Астахова, учитель русского языка и литературы в школе № 10 г. Тулы со стажем 40 лет (отличник народного просвещения), организатор литературных кружков; в 1942-1943 директор Тульского дворца пионеров. Муж, Владимир Иванович Майоров (19.5.1942, хутор Хомутерь Ульяновской обл.—17 марта 2022, Тула) — выпускник Тульского политехнического института, рационализатор производства, изобретатель.
Старший сын Михаил (1967—2023), младший — Василий